# Amanuban

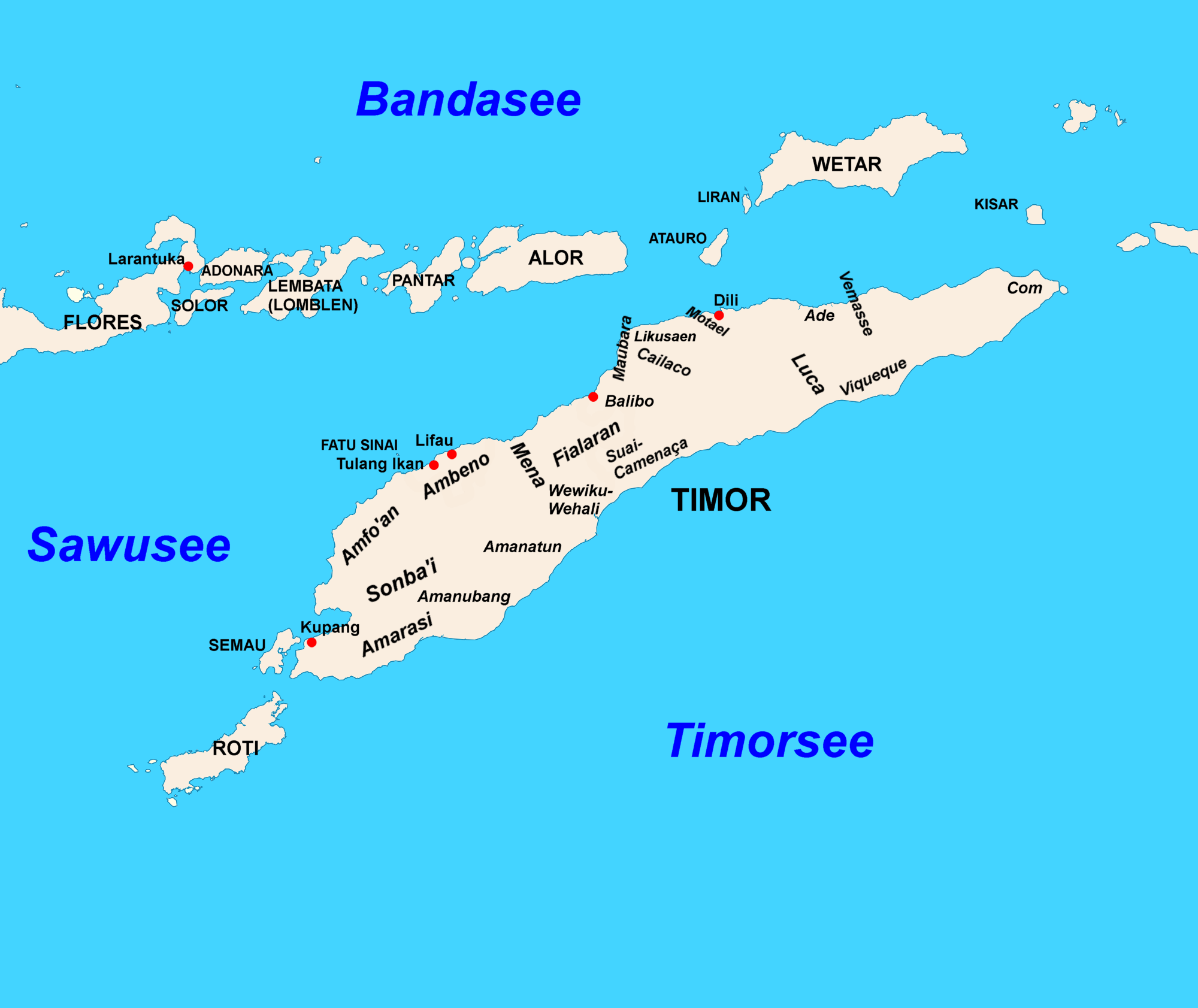
Timor und Nachbarinseln im 17. und 18. Jahrhundert

Amanuban (Amanubang, Amamebao, historisch: Manubão) war ein vor-indonesisches Königreich (indonesisch kerajaan) im heutigen Regierungsbezirk  (indonesisch kabupaten) Südzentraltimor (Timor Tengah Selatan) der Republik Indonesien. Amanuban teilt sich administrativ in die vier Distrikte (indonesisch kecamatan) Ost-Amanuban (Amanuban Timur), Süd-Amanuban (Amanuban Selatan), West-Amanuban (Amanuban Barat) und Zentral-Amanuban (Amanuban Tengah).

## Einwohner
Bei der Volkszählung 1989/90 hatte Amanuban 194.905 Einwohner. Sie gehören mehrheitlich der Ethnie der Atoin Meto an. In Folge der niederländischen Kolonialverwaltung und Missionierung sind die Atoin Meto zum Protestantismus konvertiert. Die wenigen Muslime und Katholiken sind Arbeitsmigranten, vor allem Verwaltungsbeamte, von anderen, meist ostindonesischen Inseln.

## Geschichte

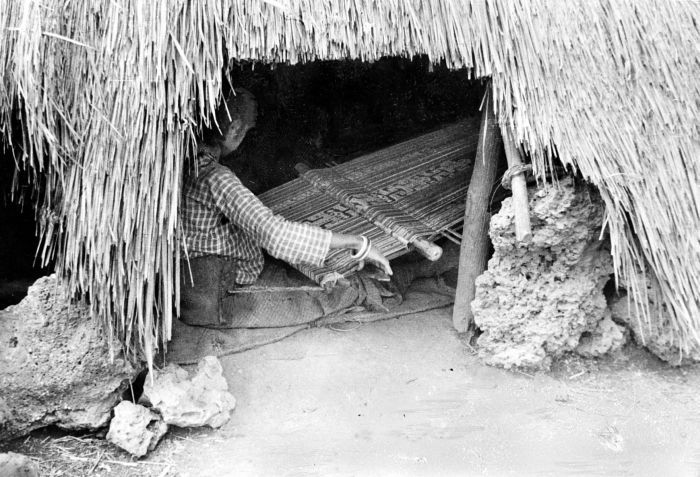
Frau beim Weben mit der Ikat-Technik in Amanuban (1936)

Bei Ankunft der Niederländer und Portugiesen in Timor war Amanuban eine kleine Monarchie im modernen Südzentraltimor (Timor Tengah Selatan), das von einem absolutistisch herrschenden Herrscher (Usi) regiert wurde. Der Titel Usi oder Usif ist ein Derivat des javanischen Gusti, ein angesehenes und wohlhabendes Mitglied einer alten adeligen Familie. In Bali ist ein Gusti ein militärischer Rang der Kriegerkaste (Kshatriya). Als Teil der westtimoresischen Provinz Servião war es nominell dem Reich des Sonba’i untergeordnet, doch stellte es sich schon früh gegen dieses auf die Seite der Portugiesen, während der Sonba’i sich mit den Niederländern verbündete.
In niederländischen Quellen wird Amanuban erstmals 1613 erwähnt. In Westtimor kämpften Niederländer, Portugiesen und Topasse um die Vormachtstellung und dem lukrativen Handel mit Sandelholz. Amanuban hatte damals ein größeres Sandelholzvorkommen. 1616 schloss die Niederländische Ostindien-Kompanie einen Handelsvertrag mit Amanuban, der aber nicht umgesetzt wurde.
1641 ließ sich der Herrscher von Amanuban taufen und schloss mit Portugal ein Bündnis. Dafür überließ er den Portugiesen einen Landstrich im Nordwesten Timors, wo die erste portugiesische Siedlung der Insel gegründet wurde: Lifau. Noimuti, weiter südlich gelegen, schenkte Amanuban an die römisch-katholische Kirche.
Als Amanuban sich 1702 auf Seiten der Portugiesen gegen die Topasse stellte, wurde es vom Topasse-Führer Domingos da Costa zerstört. Kurz darauf kamen die Portugiesen und zerstörten Amanuban erneut, da es seine Bündnisverpflichtungen nicht erfüllt hatte.

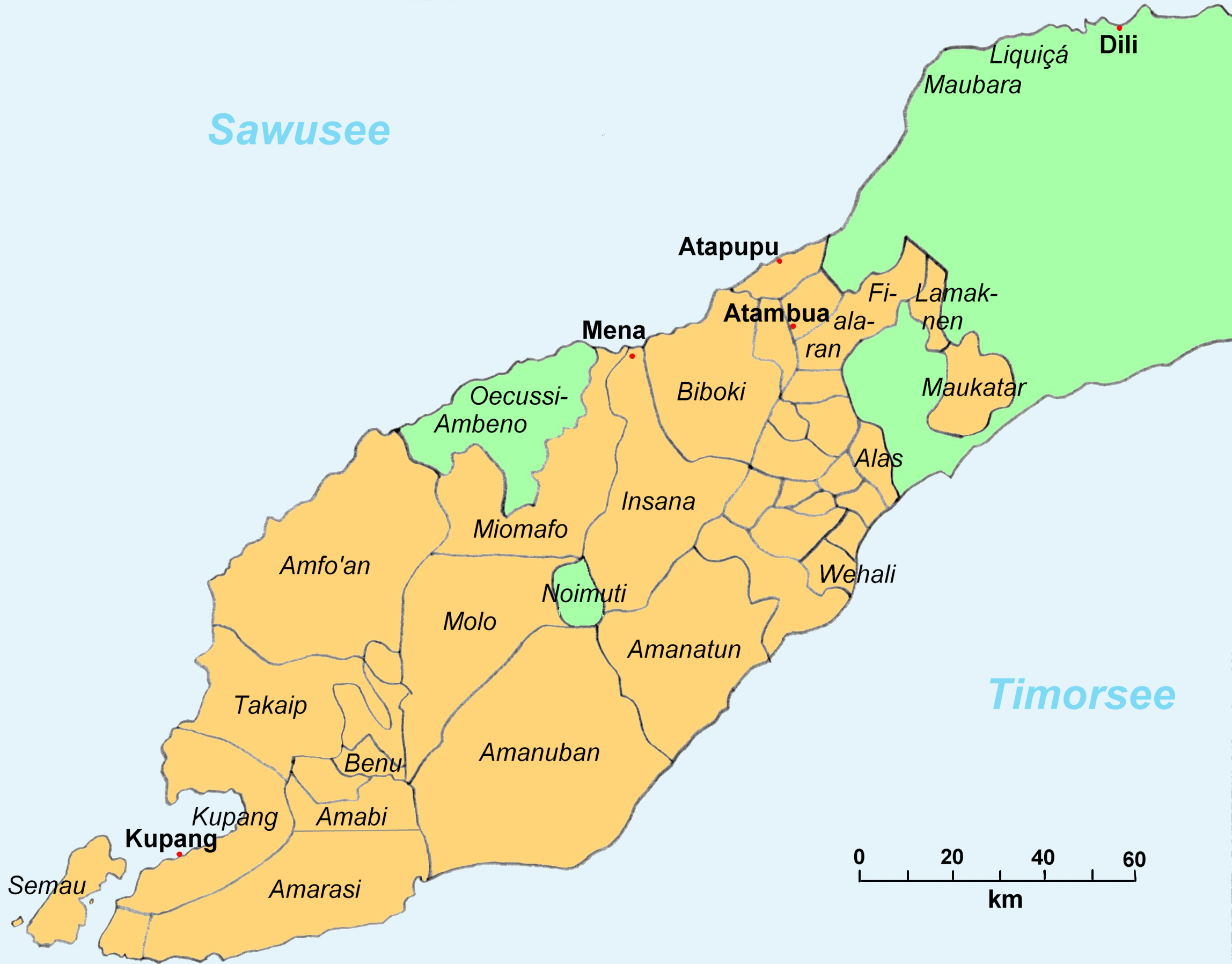
Amanuban auf einer Karte, die die niederländische Grenzziehung auf Timor 1911 zeigt

Trotzdem blieb Amanuban einer der wichtigsten Verbündeten Portugals in Westtimor und hinderte die Niederländer an einer weiteren Expansion auf der Insel, da es ständig deren Verbündete attackierte. Zwischen 1736 und 1738 musste Amanuban sich aber zeitweise dem niederländischen Alliierten Amabi unterwerfen. 1748 hatte Amfo'an die Topasse angegriffen, worauf diese Amanuban und Amakono verwüsten. Beide wechselten daraufhin auf die Seite der Niederländer.
Doch Amanuban blieb ein ständiger Unruheherd im niederländischen Teil Timors. Nach 1770 wurde Amanuban geteilt, da es Streit in der royalen Familie gab. Der größere Teil unter Raja Tobani erreichte eine weitgehende Unabhängigkeit von den Niederländern. Sein Sohn Louis (etwa 1808 bis 1824), der in der Provinzhauptstadt Kupang ausgebildet worden war und auch die niederländische Kolonialmetropole Batavia besucht hatte, führte einen gewaltsamen Kampf gegen die Niederländer. Schon die Militärexpeditionen der Briten, während der Besatzungszeit zwischen 1812 und 1816, blieben weitgehend erfolglos. 1815 versuchten erneut niederländische Truppen, den rebellischen Raja von Amanuban wieder unter ihre Kontrolle zu bringen. 1816 scheiterte eine zweite Militärexpedition katastrophal aufgrund der Guerillataktik der Timoresen. 60 niederländische Soldaten verloren das Leben, während die Rebellen nur sechs Opfer beklagen mussten. Die Niederländer beschuldigten Portugal die Rebellen mit Waffen versorgt zu haben, als Vergeltung für die Besetzung des portugiesischen Hafens Atapupu im Norden der Insel. Louis gilt als Gründer der Hauptstadt Niki-Niki.
König Bil Nope (ca. 1870 bis 1910) schloss zunächst Freundschaft mit den Niederländern, doch die Arroganz des lokalen, niederländischen Offiziers führten zum offenen Widerstand. Bil Nope verbrannte in seiner Residenz in Niki-Niki im Oktober 1910. In Indonesien gilt er als Held des antikolonialen Widerstands.
Noch bis 1915 mussten die Niederländer fast jedes Jahr Militärexpeditionen ins Landesinnere entsenden um die einheimische Bevölkerung zu befrieden, meist gegen das Reich von Amanuban.
Um 1930 gehörte zu Amanuban ein Gebiet von 2.075 km².
Bils Bruder Noni Nope wurde als neuer Raja von den Niederlanden eingesetzt und Amanuban wurde in eine zelfbesturende landschap (selbstregierende Region) unter kolonialer Kontrolle umgewandelt. Zwischen 1942 und 1945 besetzten die Japaner die Insel. Nach dem Krieg wurde Westtimor Teil Indonesiens. Amanuban wurde eine swapraja mit dem Raja als regionalem Herrscher (kepala daerah swapraja). 1959 wurden Molo, Amanatun und Amanuban im Regierungsbezirk Südzentraltimor zusammengelegt und 1962/63 die letzten Reste traditioneller Herrscherstrukturen endgültig beseitigt.

## Die königliche Familie von Amanuban

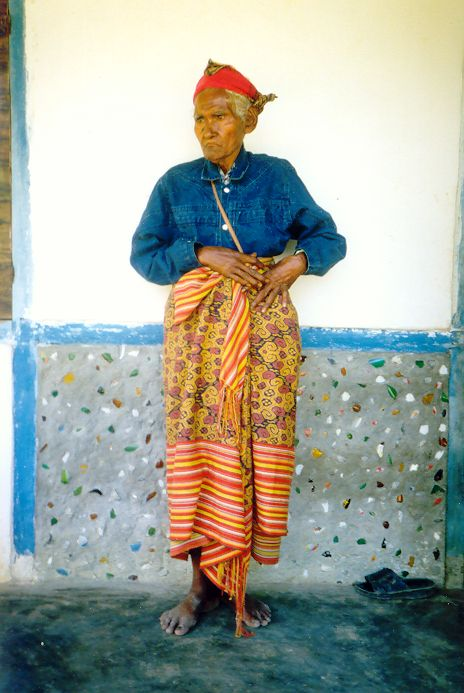
Einwohner von Amanuban in festlicher Kleidung (1992)

Mythenfragmente und Legenden berichten davon, dass die Vorfahren der royalen Familie Nope, wahrscheinlich schon im 18. Jahrhundert von der nahgelegene Insel Roti (Rote) kommend, in Amanuban den regionalen Herrscher Nai Nuban (auch Nubatonis, der Nuban-Mann) verdrängt und die politische Macht übernommen haben. Der bei der Ankunft des ersten Nope in Amanuban autochthone Herrschertitel Nai, assoziiert mit Erde, wie der verwandte Tetum-Titel Rai (wie in Liurai), wurde in dieser Zeit durch den Titel Usi ersetzt. In der Bahasa Indonesia bezeichnet man den Herrscher heutzutage als Raja. Eine Überlieferung der benachbarten Tetum, die im Grenzbereich zu Osttimor siedeln, tradiert deren Herkunft aus Sina-Muti-Malaka (China-Weiß-Malaka), eine Region, die mit dem modernen Malaysia identifiziert wird. Die in Amanuban favorisierte Herkunft Nopes handelt von dessen Ankunft in Westtimor: Nope, so heißt es, sei als Bettler nach Amarasi gekommen und habe sich dort zuerst als Viehhirte des lokalen Herrschers Ama Rasi verdingen müssen. Später sei er dann weiter nach Amanuban gezogen. Dort herrschte damals Nai Nuban, der seine Residenz auf dem Tafelberg Tunbes(i) im heutigen Ostamanuban (Amanuban Timur) hatte. Nope versteckte sich dort in einer Höhle. Eines Nachts sah Nuban das Leuchten von Nopes Feuer und hielt es für den Glanz der mythischen Koko-Schlange, die einen leuchtenden Stein zwischen ihren Hörnern trägt. Auf dem Tunbes sei es zu einem Wettkampf zwischen Nuban und Nope gekommen, in dem Zuckerrohr und Banane gepflanzt wurde. Dem Sieger, der die größten Pflanzen hatte, sollte die Herrschaft über Nubans Reich behören. Nope überlistete Nuban mit seinem magischen Potential und machte ihn zu einem seiner Vasallen. Die Bedeutung des in Westtimor fremden Namens Nope soll Wolke sein, wie auch einer seiner Ehrennamen Amu. Die mündliche Dichtung der Atoin Meto verwendet esoterische Namen der Nope-Herrscher, zu denen auch Koko gehört. In den ersten drei dynastischen Generationen herrschten die Nope vom Tunbes aus, bis Tubani Nope seine Residenz nach Niki-Niki verlegte.
Alternativ erzählt man sich in Westtimor auch die Legende, dass der König von Portugal vor langer Zeit selbst auf der Suche nach neuem Land über Larantuka und Solor nach Amanuban kam und Ahnherr der royalen Familie wurde; gemeint ist wahrscheinlich Sina-Muti-Malaka. Auf diese Weise beanspruchte die Familie das Prestige der portugiesischen Könige. Der Usi von Amanuban ist seit 1980 Nesi Nope. Als informeller Herrscher Amanuban ist er gleichzeitig Bürgermeister von Niki-Niki, der Provinzzentrale von Zentralamanuban (Amanuban Tengah). Als moderner Indonesier versucht er in seiner Region den internationalen Tourismus zu fördern. Kronprinz ist sein ältester Sohn, Muda Bil Nope.

### Herrscher von Amanuban
- Don Michel Nope (vor 1749–1751)
- Don Louis Nope, Bruder (1751–1770)
- Don Jacobus Albertus Nope, Sohn (1770–1786)
- Tubani Nope (1786–ca. 1808)
- Louis Nope, Sohn (ca. 1808–ca. 1824)
- Baki Nope, Sohn (ca. 1824–1862)
- Sanu Nope, Sohn (1862–ca. 1870)
- Bil Nope (alias Hau Sufa Leu), Sohn (ca. 1870–1910)
- Noni Nope, Bruder (1910–1920)
- Pae Nope, Sohn (1920–1946)
- Paulus Nope, Sohn (1946–1949)
- Kusa Nope, Bruder (1946–1958)